# 始まりの詩、あなたへ
『始まりの詩、あなたへ』（はじまりのうた あなたへ）は、2008年4月14日にリリースされた岩崎宏美の62枚目のシングル。

## 解説
- 映画『能登の花ヨメ』の主題歌である。
- 作詞・作曲を担当した大江千里は、それまで岩崎には「哀しみの環状線」（アルバム『Happiness』収録曲）を提供、さらに西田敏行の「もしもピアノが弾けたなら」と、越路吹雪の「愛の讃歌」で大江のピアノによるセッションを行った。大江が司会をしていたTOKYO FM『大江千里のLive Depot』に岩崎がゲスト出演したのがきっかけだった。
- 渡辺美里によるカバー（後述）のほか、沢知恵もカバーし、2010年3月3日リリースのライブ・アルバム『ライブ アット ラカーニャ』に収録された。

## 収録曲
- 全編曲：野見祐二

1. 始まりの詩、あなたへ
作詞・作曲：大江千里
2. 桜色－桜咲く日々に－
作詞：三浦徳子／作曲：塩見卓史
3. 始まりの詩、あなたへ（オリジナル・カラオケ）
4. 桜色 -桜咲く日々に-（オリジナル・カラオケ）

## 渡辺美里のカバー
渡辺美里によるカバーシングルは「光る風」との両A面シングルとして2009年10月21日に発売された。発売元はEPICソニー。
| #         | タイトル                                   | 作詞      | 作曲      | 編曲      |      |
| --------- | ------------------------------------------ | --------- | --------- | --------- | ---- |
| 1.        | 「始まりの詩、あなたへ」                   | 大江千里  | 大江千里  | 光田健一  |      |
| 2.        | 「光る風」                                 | 渡辺美里  | 川村結花  | 石成正人  |      |
| 3.        | 「悲しいボーイフレンド ～movie edition～」 | 大江千里  | 大江千里  | 石成正人  |      |
| 合計時間: | 合計時間:                                  | 合計時間: | 合計時間: | 合計時間: | 0:00 |